# Battaglie dell'Isonzo
Le battaglie dell'Isonzo furono una serie di battaglie della prima guerra mondiale combattute lungo la frontiera orientale Italo-Austriaca, nei pressi del fiume Isonzo. 
La cronologia delle battaglie è la seguente:
- Prima battaglia dell'Isonzo - 23 giugno–7 luglio 1915
- Seconda battaglia dell'Isonzo - 18 luglio–3 agosto 1915
- Terza battaglia dell'Isonzo - 18 ottobre–4 novembre 1915
- Quarta battaglia dell'Isonzo - 10 novembre–2 dicembre 1915
- Quinta battaglia dell'Isonzo - 9–15 marzo 1916
- Sesta battaglia dell'Isonzo - 4–17 agosto 1916, conosciuta anche come "Battaglia/Presa di Gorizia"
- Settima battaglia dell'Isonzo - 14–17 settembre 1916
- Ottava battaglia dell'Isonzo - 10–12 ottobre 1916
- Nona battaglia dell'Isonzo - 31 ottobre–4 novembre 1916
- Decima battaglia dell'Isonzo - 12 maggio–5 giugno 1917
- Undicesima battaglia dell'Isonzo - 17 agosto–31 agosto 1917
- Dodicesima battaglia dell'Isonzo - 24 ottobre–7 novembre 1917, meglio conosciuta come battaglia di Caporetto